# مقاطعة بتروليوم (مونتانا)
مقاطعة بتروليوم (بالإنجليزية: Petroleum County)‏ هي إحدى مقاطعات ولاية مونتانا الأمريكية. بلغ عدد سكان المقاطعة بحسب تعداد الولايات المتحدة لعام 2010، 494 نسمة، مما يجعلها أقل مقاطعة من حيث عدد السكان في ولاية مونتانا وسابع أقل عدد من السكان في الولايات المتحدة. مقرها مقاطعة وينيت. تم تقسيم منطقة المقاطعة من مقاطعة فيرغوس لتصبح آخر مقاطعة من بين 56 مقاطعة في مونتانا يتم تنظيمها. 